# Koeleria kurtzii
Koeleria kurtzii là một loài thực vật có hoa trong họ Hòa thảo. Loài này được Hack. ex Kurtz mô tả khoa học đầu tiên năm 1900.